# Tony Laureano
Tony Laureano (25 de enero de 1973) es un baterista puertorriqueño

## Carrera musical
Fue baterista de sesión de Dimmu Borgir, con quienes participó en el Ozzfest 2004. También tomó el lugar del baterista Frost en las bandas 1349 y Enslaved durante su gira en el Reino Unido en septiembre de 2006, debido a que Frost se encontraba ocupado escribiendo las letras y componiendo para el nuevo material de Satyricon. En junio de 2007, volvió a unirse a Dimmu Borgir reemplazando a Hellhammer, quien se había lesionado el cuello y se encontraba recuperándose. Tony fue reemplazado por el exbaterista de Vader, Daray, en agosto de ese año.
Desde el año 2011 Tony forma parte de la legendaria banda de thrash metal Megadeth, en calidad de técnico de batería. Aunque tuvo la ocasión de reemplazar al baterista Chris Adler durante varias presentaciones entre 2015 y 2016.

## Discografía
- Naphobia - Of Hell (1995)
- Aurora Borealis - Mansions Of Eternity (1996)
- Acheron - Those Who Have Risen (1998)
- Angelcorpse - The Inexorable (1999)
- God Dethroned - Ravenous (2001)
- Internecine - Book Of Lambs (2002)
- Nile - In Their Darkened Shrines (2002)
- Malevolent Creation - Conquering South America (2004)
- Aurora Borealis - Relinquish (2005)
- Nachtmystium - Assassins: Black Meddle, Part 1 (2008)
- Insidious Disease - Shadowcast (2010)